# Neoscutopterus angustus
Neoscutopterus angustus är en skalbaggsart som först beskrevs av Leconte 1850.  Neoscutopterus angustus ingår i släktet Neoscutopterus och familjen dykare. Inga underarter finns listade i Catalogue of Life.